# 18 Pułk Artylerii Ciężkiej
18 pułk artylerii ciężkiej (18 pac) – oddział artylerii ciężkiej Wojska Polskiego II Rzeczypospolitej w okresie wojny polsko-bolszewickiej.
Wiosną 1919 przystąpiono do formowania brygad artylerii dla dywizji piechoty. Brygada składała się z dowództwa, pułku artylerii polowej i pułku artylerii ciężkiej (dywizjon trzybateryjny). Drugi dywizjon pułku artylerii ciężkiej przeznaczony był do rezerwy artylerii Naczelnego Dowództwa.
Dowódcą 18 pułku artylerii ciężkiej został mjr Józef Ulrych.
Opracowany w październiku plan rozbudowy artylerii do końca 1919 przewidywał, że z dniem 31 grudnia zakończona zostanie organizacja baterii i dowództw formowanych w kraju przez baterie zapasowe pułków artylerii.

## Powstanie i działania pułku
W marcu 1919, w obozie La Mandria di Chivasso de Torino we Włoszech, z jeńców armii austriackiej i niemieckiej sformowano oddział artylerzystów. Z oddziału tego, w maju 1919 w Liro we Francji, utworzono 113 Kresowy pułk artylerii ciężkiej. Po przybyciu do Polski Błękitnej Armii gen. Józefa Hallera, 113 pac przemianowany został 17 lutego 1920 na 18 pułk artylerii ciężkiej. Jako pierwsza weszła do walki 1 bateria. W marcu wspierała  działania piechoty nad Uszą. Później I/18 pac wycofany został z frontu do Modlina, a w lipcu i sierpniu zwolnił ze służby żołnierzy starszych roczników oraz obcokrajowców. Do walki dyon wszedł ponownie dopiero 13 sierpnia podczas obrony Modlina. Po walkach w bitwie warszawskiej przeszedł ponownie do odwodu i pozostawał w nim do końca działań wojennych.
W styczniu 1920 w Łucku stacjonował dwubateryjny II dywizjon 18 pułku artylerii ciężkiej. Stąd przeszedł pod Jarmolińce do dyspozycji dowódcy 18 Dywizji Piechoty. Tu został przezbrojony w armaty 75 mm, przez co stał się faktycznie dywizjonem artylerii lekkiej. Podczas ofensywy kijowskiej wspierał ogniem oddziały macierzystej dywizji na szlaku Płoskirów – Winnica – Niemirów.
Po przełamaniu w czerwcu frontu polskiego przez Armię Konną Siemiona Budionnego, prowadził działania opóźniające i walczył pod Daszowem, Hajsynem, Latyczowem, Starokonstantynowem oraz Szczurowicami. 9 lipca dywizjon walnie przyczynił się do wyjścia z okrążenia 18 DP pod Obgowem. Następnie 4 bateria z powodzeniem walczyła pod Białokrynicą i Wiśniowcem. W tym czasie 5 bateria udzielała wsparcia ogniowego pod Iwaniem, Pustem, Rudnią, Radziwiłłowem i Brodami. W walkach poniosła duże straty w koniach i straciła 2 działa. 13 lipca pod wsią Kryże rozbite zostały tabory dywizjonu. Na początku sierpnia II dywizjon walczył w rejonie twierdzy Modlin. 15 sierpnia pod Sońskiem rozbita została 5 bateria. Straciła w walce wszystkie działa, a ponad 40 żołnierzy zostało rannych lub wziętych do niewoli. Kilka dni później 4 bateria wcielona została do 18 pułku artylerii polowej. Dywizjonu nie odtworzono, a 15 grudnia z I dyonu i resztek II dyonu 18 pułku artylerii ciężkiej utworzono samodzielny 18 dywizjon artylerii ciężkiej w Modlinie.
W 1921 reorganizowano polską artylerię. Powstawały między innymi nowe pułki artylerii ciężkiej. Na mocy decyzji Naczelnego Dowództwa WP z 7 września 1921 rozpoczęto formowanie „pokojowego” 1 pułku artylerii ciężkiej. W jego skład weszły: „wojenny” 8 dywizjon artylerii ciężkiej oraz utworzony 15 grudnia 1920 z „wojennego” 18 pac – 18 dac.

## Żołnierze pułku
| Obsada personalna pułku w 1920 | Obsada personalna pułku w 1920            |
| Stanowisko                     | Stopień, imię i nazwisko                  |
| ------------------------------ | ----------------------------------------- |
| Dowódca                        | mjr/ppłk Józef Ulrych                     |
| Adiutant                       | por. Aleksander? Szaynowski               |
| Oficer kasowy                  | por. Jerzy Władysław Zieleniewski         |
| Oficer gazowy                  | por. Kazimierz Julian Klimko              |
| Dowódca I dywizjonu            | mjr Józef Ulrych                          |
| Dowódca I dywizjonu            | por. Bolesław Wietrzny (V)                |
| Dowódca I dywizjonu            | por. Jerzy Władysław Zieleniewski (9 VII) |
| Lekarz                         | kpt. lek. Jerzy Ehrenkreutz               |
| Lekarz                         | kpt. lek. dr Florian Neuman               |
| Lekarz                         | por. lek. Edward Stoeckel                 |
| Lekarz wet.                    | kpt. lek. wet. Teofil Kondyjowski         |
| Oficer prowiantowy             | pchor. Rastawiecki                        |
| Dowódca 1 baterii              | kpt. Józef Kandiak                        |
| Oficer baterii                 | por. Jerzy Władysław Zieleniewski         |
| Oficer baterii                 | ppor. Kazimierz Liber (do 15 V)           |
| Dowódca 2 baterii              | ppor. Tomasz Hadam                        |
| Oficer baterii                 | por. Kazimierz Julian Klimko              |
| Oficer baterii                 | ppor. Franciszek Gąsienica                |
| Dowódca 3 baterii              | N.N.                                      |
| Oficer zwiadowczy              | ppor. Kazimierz Liber (od 29 VII)         |
| Dowódca II dywizjonu           | kpt. Marian Jurecki                       |
| Lekarz wet.                    | kpt. lek. wet. Franciszek Wygrzywalski?   |
| Dowódca taboru                 | ppor. Kazimierz Siekierzyński (do 13 VII) |
| Oficer pułku                   | ppor. Kazimierz Plejewski                 |